# Violot
Violot ist eine französische Gemeinde mit 64 Einwohnern (Stand: 1. Januar 2022) im Département Haute-Marne in der Region Grand Est (bis 2015 Champagne-Ardenne). Sie gehört zum Arrondissement Langres und zum Gemeindeverband Savoir-Faire.

## Geografie
Die Gemeinde Violot liegt am Südrand des Plateaus von Langres, 17 Kilometer südöstlich von Langres im äußersten Süden der Region Grand Est. Durch Violot fließt die von Auwäldern gesäumte obere Resaigne, ein Nebenfluss des Salon. Das 4,27 km² umfassende Gemeindegebiet ist überwiegend von Wäldern geprägt (Bois de Guyotte, Bois des Pères), nur im Westen gibt es größere Ackerflächen. Unmittelbar südwestlich des Dorfes Violot wird, vom Flurkreuz Croix des Montants gekrönt, mit 351 m der höchste Punkt in der Gemeinde erreicht. Umgeben wird Violot von den Nachbargemeinden Le Pailly im Norden, Chalindrey im Nordosten, Les Loges im Osten, Rivières-le-Bois im Süden, Heuilley-le-Grand im Südwesten sowie Palaiseul im Westen.

## Bevölkerungsentwicklung
| Jahr      | 1962 | 1968 | 1999 | 2005 | 2010 | 2015 | 2022 |
| Einwohner | 125  | 118  | 94   | 88   | 84   | 73   | 64   |

Zwischen 1972 und 1991 war Violot zusammen mit Noidant-Chatenoy, Palaiseul und Heuilley-le-Grand ein Teil der Gemeinde Le Pailly. Im Jahr 1856 wurde mit 312 Bewohnern die bisher höchste Einwohnerzahl ermittelt. Die Zahlen basieren auf den Daten von cassini.ehess und INSEE
|  |  |

## Sehenswürdigkeiten
- Kirche Mariä Geburt (Église de la Vierge-en-sa-Nativité)
- Kapelle Notre-Dame-des-Bois und zahlreiche Kreuze auf dem „Kreuzweg“ von Violot zu dieser Kapelle
- Croix des Montants, Flurkreuz

## Wirtschaft und Infrastruktur
In Violot sind fünf Landwirtschaftsbetriebe ansässig (Getreideanbau, Milchviehhaltung, Rinderzucht).
Im Wald Bois de Guyotte im Südosten der Gemeinde Violot befindet sich ein unterirdisches militärisches Treibstofflager, das von ODC Trapil betrieben wird.
25 Kilometer westlich von Violot besteht ein Anschluss an die Autoroute A 31. Durch die Nachbargemeinden Le Pailly und Chalindrey verläuft die Bahnstrecke  von Is-sur-Tille nach Chalindrey (Ligne d’Is-sur-Tille à Culmont-Chalindrey). Der nächstgelegene Bahnhof befindet sich fünf Kilometer nördlich von Violot in Chalindrey an der Bahnstrecke Paris–Mulhouse.

## Belege
1. ↑  Le Pailly auf cassini.ehess.fr
2. ↑  Violot auf cassini.ehess.fr
3. ↑  Violot auf insee.fr
4. ↑  Landwirtschaftsbetriebe auf annuaire-mairie.fr (französisch)